# Charles-Michel de l'Épée
El abate Charles-Michel de l'Épée (Versalles, 24 de noviembre de 1712-París, 23 de diciembre de 1789) fue un pedagogo y logopeda francés conocido por su trabajo con sordos, por lo que es llamado "padre de la educación para sordos". El Comunitarismo Sordo lo sitúa como el filósofo fundador de la igualdad de razón de los sordos en la Ilustración. De l'Épée ha sido considerado «El Poullain de La Barre de los sordos».

## Biografía
Nacido en una familia acomodada de Versalles, centro del poder político del reino más poderoso de Europa en esos momentos. Fue hijo de Charles-François L'Épée y Françoise Marguerite Varignon. Es bautizado el 26 de noviembre de 1712 en la Iglesia de Notre Dame de Versalles, su padrino es su tío materno, Michel Varignon, y su madrina es Catherine Fortier, viuda de Thomas Valleran, contratista de los Edificios del Rey. Charles-Michel estudió para ordenarse sacerdote, aunque no llegó a hacerlo entonces por no oponerse al jansenismo. Más tarde estudió leyes, pero fue ordenado abate antes de llegar a ejercer la carrera judicial.
L'Épée se dedicó a la  acción caritativa para los pobres. En uno de los suburbios que visitaba, su colega el padre Vanin le dejó al cuidado de dos hermanas que se comunicaban usando una lengua de signos. En línea con el pensamiento de la época, que consideraba a los sordos capaces de entender el lenguaje, L'Épée se dedicó a la enseñanza y salvación de los sordos en un refugio que mantenía con sus propios ingresos. Este refugio se convertiría en 1771 en la primera escuela gratuita para sordos.
En dicha institución acogía a niños sordos de París, a los que enseñaba todo tipo de materias. De ellos aprendió la lengua de señas francesa y contribuyó a su desarrollo.
Durante su estancia en París, el emperador José II conoció a L'Épée ayudándole al celebrar misa en su iglesia. José II asistió a sus lecciones y le ofreció una abadía que L'Épée rehusó, puesto que era ya mayor. Sin embargo, el emperador mandó a un abate llamado Storck, para que este aprendiese la técnica de L'Épée, y así se fundó una institución para sordos en Viena. Otros maestros enseñados por L'Épée fundaron similares instituciones por otras ciudades europeas.
En 1791 la Asamblea Nacional lo declaró «benefactor de la humanidad», y ese mismo año Luis XVI decidió comenzar a dar a la Institución fondos públicos para su mantenimiento, y permanece abierta hoy con el nombre de Institut National de Jeunes Sourds de París.
Murió el 23 de diciembre de 1789, rodeado de prestigio. Fue sustituido en el Instituto por el abate Roch-Ambroise Cucurron Sicard.

## Legado Educativo
Los métodos de trabajo del religioso De l’Épée continuaron dando frutos varias generaciones de sordos después de su muerte, con destacados intelectuales en la Francia de los siglos XVIII y XIX. Estos logros sirvieron para otorgar a su escuela y a su tradición de enseñanza el mote de “método francés”, según el cual, la prioridad era la formación intelectual de los alumnos a través del desarrollo de habilidades en la lectoescritura. Y es que Charles Michèle de l'Epée educó, instruyó y formó a una población abandonada que nadie sabía cómo entender y a la que nadie quería atender.

## Legado Filosófico Político
En América Latina concretamente en Colombia se viene produciendo una perspectiva de filosofía política y moral que vincula epistemologicamente a la Comunidad Sorda con la Ilustración. Perspectiva que plantea que de l'Épée no solo construyó un sistema de referencia educativa para las personas sordas. Sino que puso los fundamentos filosóficos para el llamado Comunitarismo Sordo como «teoría política de la igualdad de las comunidades sordas». El planteamiento afirma que de l'Épée inició la polémica de la igualdad de razón y educación sorda en la Ilustración y esta seguida posteriormente por Pierre Desgloses, Roch-Ambroise Cucurron Sicard, Jean Massieu y Ferdinand Berthier, contribuyó al borrado de la discriminación y opresión que justificaron para las personas sordas, las filosofías políticas de Descartes, Kant y Rousseau al inicio de la Modernidad. «De l'Épée  es el Poullain de La Barre de los sordos» afirma el Comunitarismo Sordo pues utilizando las claves de la filosofía política barroca y el cartesianismo puso la piedra fundacional del contemporáneo movimiento social de las personas sordas como realidad democrática de las sociedades modernas.
El 24 de noviembre de 2018, El motor de búsqueda Google dedica su Doodle de Google en la página principal con motivo de su 306° cumpleaños después del nacimiento.

## Obras
Escribió tres obras:
- La instrucción de los sordos a través de las señas metódicas (Institution des sourds-muets par la voie des signes méthodiques) de 1776.
- La verdadera manera de enseñar a los sordos, confirmada por una larga experiencia (La véritable manière d'instruire les sourds et muets, confirmée par une longue expérience) publicado póstumamente en 1794.
- Diccionario general de signos (Dictionnaire général des signes), finalizado por su discípulo el abate Sicard.